# Sebastian Hartmann (Politiker)

Sebastian Hartmann (2025)

Sebastian Hartmann (* 7. Juli 1977 in Oberhausen) ist ein deutscher Politiker (SPD). Seit 2013 ist er Mitglied des Deutschen Bundestages und seit 2025 Parlamentarischer Staatssekretär beim Bundesminister der Verteidigung, Boris Pistorius. Von 2018 bis 2021 war er Vorsitzender der SPD Nordrhein-Westfalen. 

## Herkunft, Studium und berufliche Tätigkeit
Hartmann wuchs in Bornheim-Sechtem auf und besuchte die dortige Grundschule. Hieran schlossen sich der Besuch des Clara-Schumann-Gymnasiums und das Abitur in Bonn an. Während der Schulzeit nahm Hartmann in der Funktion des ersten Generalsekretärs am Schüler-Planspiel United Nations teil, dessen Geschäftsführer er danach wurde. Es folgte nach der Kriegsdienstverweigerung ein 13-monatiger Zivildienst in einer Bildungseinrichtung; seinen bewilligten Antrag auf Kriegsdienstverweigerung zog Hartmann dennoch 2020 zurück. Nach dem Zivildienst nahm er ein Studium der Rechtswissenschaften an der Universität zu Köln auf. Dabei wurde er als Stipendiat der Friedrich-Ebert-Stiftung unterstützt. Seinen Schwerpunktprüfung legte Hartmann im internationalen und europäischem Recht ab. 
Schon während des Studiums nahm Hartmann erfolgreich eine freiberufliche Tätigkeit als Organisationsberater und Trainer auf. Diese Tätigkeit bereitete ihm so viel Freude, dass er beschloss, kein Jurist zu werden, sondern als Organisationsberater und Trainer beruflich tätig zu sein. Diese selbständige berufliche Tätigkeit übte Hartmann bis zu seiner Wahl in den Bundestag 2013 aus.
Von 2011 bis 2013 verstärkte er zudem das Mitarbeiterteam des damaligen Präsidenten des Europäischen Parlaments, Martin Schulz. Weitere berufliche Erfahrungen sammelte er als persönlicher Referent und Büroleiter einer Bundestagsabgeordneten, durch die Mitarbeit in einer großen Unternehmensberatung sowie in der Geschäftsführung eines Projekts zur bürgerschaftlichen Partizipation.
Im Oktober 2023 bestand Hartmann die Offiziersprüfung (Assessmentcenter der Bundeswehr für die Laufbahn der Offiziere) und vollzieht seitdem eine Ausbildung zum Reserveoffizier der Bundeswehr mit einer Beorderung bei der Luftwaffe.
Im Rahmen der Vorbereitung auf die Offiziersausbildung nahm er parallel ein Fernstudium (Fernuniversität Hagen) der Rechtswissenschaften wieder auf und erhielt den akademischen Abschluss Bachelor of Laws LL.B. (Universität zu Köln).
Sebastian Hartmann ist seit September 2013 gewähltes Mitglied des Deutschen Bundestages für den Wahlkreis 96 im rechtsrheinischen Rhein-Sieg-Kreis. In der 21. Legislaturperiode wird er neben seinem Mandat als Abgeordneter als Parlamentarischer Staatssekretär bei dem Bundesminister der Verteidigung, Boris Pistorius, dienen.
Sebastian Hartmann ist verheiratet und hat zwei Kinder. Die Familie lebt in Bornheim im Rhein-Sieg-Kreis.

## Politischer Werdegang

### Kommunal- und Parteipolitiker
Hartmann trat 1993 der SPD bei. Zunächst hatte er mehrere Funktionen bei der Arbeitsgemeinschaft der Jungsozialisten in der SPD (Jusos) inne, unter anderem als deren Vorsitzender im Kreisverband Rhein-Sieg. Von 2004 bis 2010 war er Vorsitzender der SPD in Bornheim, 2005 übernahm er den Vorsitz im SPD-Kreisverband Rhein-Sieg. Zuletzt wurde er im Oktober 2021 erneut als Vorsitzender wiedergewählt. Von 1999 bis 2020 gehörte er dem Kreistag des Rhein-Sieg-Kreises an: zunächst als finanzpolitischer Sprecher, ordentliches Mitglied des Kreisausschusses, des Personalausschusses und Gründungsmitglied des Arbeitskreises Europa. Von 2007 bis 2014 setzte sich Hartmann als Vorsitzender der SPD-Kreistagsfraktion für die regionale Weiterentwicklung ein. Von 2014 bis 2018 war er 2. stellvertretender Landrat des Rhein-Sieg-Kreises.
2000 kandidierte er im Wahlkreis Rhein-Sieg-Kreis III für den nordrhein-westfälischen Landtag und 2009 für das Europäische Parlament.
Am 8. April 2018 wurde er von der Personalkommission der NRW-SPD einstimmig als Landesvorsitzender vorgeschlagen und am 23. Juni 2018 mit 80,3 % der Stimmen beim Parteitag in Bochum gewählt. Nachdem der SPD-Fraktionsvorsitzende im nordrhein-westfälischen Landtag, Thomas Kutschaty, im Oktober 2020 für den nächsten Parteitag eine eigene Kandidatur für den Landesvorsitz angekündigt hatte, verzichtete Hartmann im Januar 2021 auf den Vorsitz und schied am 6. März 2021 aus diesem aus.

### Mitglied des Deutschen Bundestages seit 2013
Bei der Bundestagswahl 2013 trat Hartmann als Direktkandidat im Wahlkreis Rhein-Sieg-Kreis I an. Mit 29,5 % der Erststimmen im Wahlkreis konnte er zwar nicht das Direktmandat erzielen, zog aber über die Landesliste in den Deutschen Bundestag ein.
Sebastian Hartmann wurde 2013 ordentliches Mitglied im Ausschuss für Verkehr und digitale Infrastruktur und stellvertretendes Mitglied im Finanzausschuss. Für die SPD-Bundestagsfraktion war er zuständiger Berichterstatter für Verkehrsinfrastrukturfinanzierung (Öffentlich-private Partnerschaften) und Nutzerfinanzierung (Lkw- und PKW-Maut) und die Infrastrukturgesellschaft sowie das Personenbeförderungsgesetz, den Öffentlichen Personennahverkehr, Schienenpersonennahverkehr und die Gemeindeverkehrsfinanzierung.
Nachdem Christina Kampmann im Oktober 2015 die Leitung des Ministeriums für Familie, Kinder, Jugend, Kultur und Sport des Landes Nordrhein-Westfalen übernommen hatte, wurde er zusätzlich Mitglied des Ausschusses für Inneres und Heimat. Dort war er bis 2017 der zuständige Berichterstatter für die Themen Migration und Integration.
Zur Bundestagswahl 2017 kandidierte er erneut im Bundestagswahlkreis Rhein-Sieg I (Wahlkreis 96), erzielte ein deutlich besseres Erststimmenergebnis als die SPD mit Zweitstimmen und behielt sein Mandat über die Landesliste. 2018 wurde Hartmann im Innenausschuss Berichterstatter für IT-Sicherheit und Zivil- und Katastrophenschutz. Außerdem wurde er 2020 Berichterstatter für Datenschutz. Darüber hinaus gehörte Hartmann als stellvertretendes Mitglied dem Finanzausschuss, dem Wahlprüfungsausschuss, dem Ausschuss für Verkehr und digitale Infrastruktur, sowie dem Kuratorium der Bundeszentrale für politische Bildung an.
Seit 2019 ist Hartmann Mitglied der Deutsch-Französischen Parlamentarischen Versammlung.
Bei der Bundestagswahl 2021 erhielt er 28,5 Prozent der Erststimmen in seinem Wahlkreis 96 und zog erneut über die Landesliste in den Bundestag ein. Als Direktkandidat hat er 53.213 Erststimmen erhalten, 3.225 mehr als 2017. Der Vorsprung der CDU-Kandidatin verringerte sich bei dieser Wahl von 29.999 auf 7.562 Stimmen. Im Bundestag wurde er im Dezember 2021 zum innenpolitischen Sprecher der SPD-Bundestagsfraktion gewählt. Er wurde auch Mitglied im Fraktionsvorstand. Am 24. März 2022 wurde er zudem zum Mitglied des Parlamentarischen Kontrollgremiums zur Kontrolle der Nachrichtendienste des Bundes gewählt.
Hartmann fungierte als Obmann und Verhandlungsführer der SPD-Bundestagsfraktion in der Kommission zur Reform des Wahlrechts und zur Modernisierung der Parlamentsarbeit. Als solcher war er entscheidend an der 2023 beschlossenen Reform des Wahlrechts zur Verkleinerung des Deutschen Bundestag beteiligt. Das reformierte Wahlrecht kam erstmals bei der Bundestagswahl 2025 zur Anwendung. Mit einer festen Größe von 630 Mandaten wird der Bundestag deutlich schlanker, gegenüber der bisherigen Größe von 733 Abgeordneten. Hierdurch werden Kosten gespart und die Arbeit vereinfacht.
Bei der vorgezogenen Bundestagswahl 2025 erhielt Sebastian Hartmann 44.274 Erststimmen, was einem Anteil von 22,4 % entspricht. Die SPD erhielt 17,9 % der Zweitstimmen im Wahlkreis 96, welches ein leicht stärkeres Ergebnis darstellt gegenüber der Bundesweiten SPD. Sebastian Hartmann zog nach der Wahl über den Landeslistenplatz Drei von Nordrhein-Westfalen erneut in den Deutschen Bundestag ein.

### Parlamentarischer Staatssekretär im BMVg
Im Zuge der Bildung des Kabinetts Merz wurde er am 6. Mai 2025 zum Parlamentarischen Staatssekretär beim Bundesminister der Verteidigung, Boris Pistorius (SPD), ernannt.

## Politische Positionen

### Bevölkerungsschutz
Als Reaktion auf die COVID-19-Pandemie forderte Hartmann in einem Konzeptpapier von April 2020, den Bund beim Bevölkerungsschutz zu stärken. Hartmann sprach sich dafür aus, die Kompetenzen des Bundesamts für Bevölkerungsschutz und Katastrophenhilfe auszubauen. Föderale Strukturen müssen jedoch beibehalten werden, so Hartmann. „Wir müssen wegkommen vom föderalen Kooperationsverbot hin zu einem Kooperationsgebot“, erklärte Hartmann in der Rheinischen Post. Auf dieser Grundlage beschloss die SPD-Bundestagsfraktion im März 2021 einstimmig das Positionspapier Zukunft des Bevölkerungsschutzes – Update statt Systemwechsel.
In Folge der Hochwasserkatastrophe von Juli 2021 in Nordrhein-Westfalen und Rheinland-Pfalz bestärkte der SPD-Politiker seine Forderung nach einem modernen, föderalen Bevölkerungsschutz. Am 24. August 2021 stellte er dazu einen 10-Punkte-Plan vor, um den Katastrophenschutz zu reformieren. Darin forderte Hartmann unter anderem einen Warnmittelmix der im Notfall alle Menschen zuverlässig erreicht, und eine stärkere Sensibilisierung der Bevölkerung. Auch müsse die staatliche Vorsorge optimiert werden durch eine bessere Risiko-Analyse und gegen Fake News angegangen werden. Daher brauche es eine klare, verständliche und einheitliche Kommunikation und die Einrichtung eines Kriseninterventionsteams im Bundesamt für Bevölkerungsschutz und Katastrophenhilfe. Das Ehrenamt müsse gestärkt und attraktiver gemacht werden, erklärte Hartmann in einem Interview mit der Neuen Zürcher Zeitung.

### Innere Sicherheit
Sebastian Hartmann sieht einen engen Zusammenhang zwischen innerer, äußerer und sozialer Sicherheit. Je größer die Ungleichheit zwischen den Menschen sei, desto größer sei das Konfliktpotenzial innerhalb einer Gesellschaft. Deshalb sieht Hartmann in einem stärkeren Sozialstaat auch ein Mittel zur Kriminalitätsbekämpfung. Als konkrete Maßnahmen dafür nennt Hartmann unter anderem eine staatliche Wohnungsbauförderung, Maßnahmen zur Verbesserung des Wohnumfelds und quartiersbezogener Sozialarbeit.
In der Wahlperiode seit 2021 hat er sich zugleich stark für die Verbesserung der inneren Sicherheit eingesetzt. Deutschland ist im internationalen Kontext ein sehr sicheres Land. In den letzten Jahren ist die Bedrohungslage durch autokratische Staaten, Islamisten, sowie Links- und Rechtsextremisten stark gestiegen. Hartmann hat in seiner Rolle als innenpolitischer Sprecher an wesentlichen Gesetzen im Bereich der Innenpolitik mitgewirkt. Hierzu zählen unter anderem das Sicherheitspaket der Bundesregierung nach den Anschlägen von Solingen und Mannheim, die Reform der Nachrichtendienste, das Rückführungsverbesserungsgesetz und das Fachkräfteeinwanderungsgesetz.

### Datenschutz und Cybersicherheit
Für Hartmann sind Datenschutz und Datensicherheit eng miteinander verknüpft. In einem Beitrag für den Blog „Politische Ökonomie“ betonte er die Bedeutung starker rechtlicher Rahmenbedingungen wie der Europäischen Datenschutzgrundverordnung und dem Cybersecurity Act sowie der Entwicklung „modernster Verschlüsselungstechnologie“. Unternehmen und Bürger müssten „darauf vertrauen können, dass ihre Daten nicht gestohlen oder missbraucht werden.“ Staat und Wirtschaft seien hier als „Innovatoren“ gefragt.
Die Digitalisierung sieht Hartmann als Chance für die Gesellschaft, wenn die „digitale Transformation“ aktiv gestaltet werde. Im Rahmen dieser Transformation sozialen Wohlstand zu schaffen, sei „eine Gemeinschaftsaufgabe von Politik, Wirtschaft und Gewerkschaften“. Von der EU fordert Hartmann „Mut“, sich zwischen China und USA aktiv zu positionieren und schlägt die Entwicklung einer „Digital-Union“ und einer „digitalen Grundrechtscharta“ vor. Hartmann tritt für eine offene Nutzung von nicht-personenbezogenen Daten ein, dies sei ein „wertvoller Beitrag für ein entwicklerfreundliches Umfeld“.
Im Bereich der Cyberkriminalität spricht sich Hartmann klar für eine verbesserte Cybersicherheitspolitik aus mit mehr Entwicklungen von Verschlüsselungswerkzeugen sowie für einen stärkeren Verbraucherschutz.

### Sozialpolitik
In einem Gastbeitrag für die Rheinische Post beschrieb Hartmann die extreme Ungleichheit der Vermögensverteilung innerhalb von Gesellschaften und sieht in dieser – verbunden mit einem Rückzug des Staates – den „Sprengstoff unserer Zeit“. Als negative Folgen dieser Entwicklung sieht Hartmann die Zerschlagung traditioneller Unternehmen, einen sozialen Rückschritt und Umweltzerstörung und die Spekulation mit Gütern der Daseinsvorsorge, etwa im Bereich Wohnen.
Um diese Entwicklung zu bekämpfen, propagiert Hartmann einen starken Sozialstaat. Damit Kommunen in diesem Sinne ihre Aufgaben der Daseinsvorsorge ausführen können, fordert Hartmann die Übernahme kommunaler Altschuldlasten durch die Bundesebene. Als weitere Maßnahmen schlägt Hartmann unter anderem die Erhöhung der Bildungsausgaben um sieben Milliarden Euro, eine stärkere gesetzliche Rente, höhere Mindestlöhne und einen lebenslangen Anspruch auf Weiterqualifizierung vor. In diesem Zusammenhang spricht Hartmann auch von einem „New Deal“ für soziale Investitionen und Innovationen.

### Europa
Sebastian Hartmann spricht sich für mehr Zusammenarbeit auf europäischer Ebene aus, unter anderem fordert er die Einführung eines Investitionsbudgets auf EU-Ebene, um in Bildung, Forschung, Klimaschutz und Infrastruktur investieren zu können. Auch den Aufbau einer gemeinsamen europäischen Verteidigung unter parlamentarischer Kontrolle befürwortet Hartmann. Dabei spricht er sich für eine Sozialunion aus, „in der soziale Grundrechte Vorrang haben vor radikalen Marktprinzipien“. Ein soziales Investitionsbudget könne zum Beispiel helfen, die Jugendarbeitslosigkeit zu bekämpfen.

## Mitgliedschaften und Ehrenamt
Neben der SPD ist Sebastian Hartmann Mitglied in verschiedenen Vereinen, Verbänden und Initiativen. Darunter fallen seine Mitgliedschaften in der Dienstleistungsgewerkschaft ver.di, der Industriegewerkschaft Bergbau, Chemie, Energie, der Arbeiterwohlfahrt, dem Deutschen Mieterbund Bonn/Rhein-Sieg/Ahr e. V., der Deutschen Lebens-Rettungs-Gesellschaft e. V. und dem FC Gelsenkirchen-Schalke 04 e.V.

## Veröffentlichungen
- Vor dem NATO-Gipfel: “Abschreckung Putins ist das Gebot der Stunde”, in: Vorwärts, 23. Juni 2025.

- Zwei Jahre Zeitenwende: Anerkennung im Wollen und Tun! in: Ringo Wagner & Hans-Joachim Schaprian (Hrsg.). Operation Zeitenwende – eine Zwischenbilanz. Was Gesellschaft und Bundeswehr leisten müssen. Magdeburg 2024: Friedrich-Ebert-Stiftung Landesbüro Sachsen-Anhalt, ISBN 978-3-98628-647-7.

- SPD-Experte zur Kriminalstatistik: „Kein Täter darf sich sicher fühlen!“, in: Vorwärts, 9. April 2024.

- Warum die Ampel das Wahlalter zum Bundestag auf 16 Jahre senken will, in: Vorwärts, 28. Februar 2024.

- Die Zeitenwende: Ein Appell an uns selbst, in: Blog der Republik, 20. Februar 2023.
- Mehr Cybersicherheit als Kern sozialdemokratischer Innenpolitik, in: Vorwärts Verlag, 10. Dezember 2021.
- Ein mutiges Europa kann digitaler Vorreiter sein, in: Blog für politische Ökonomie, 1. September 2021.
- Bevölkerungsschutz – Update statt Systemwechsel, in: Blog für politische Ökonomie, 3. August 2021.
- Kursbuch Rot: Politik für die solidarische Mitte; BoD, Norderstedt 2020; ISBN 978-3-7519-7136-2.
- Sicherheit für alle ist die Voraussetzung einer freien und gleichen Gesellschaft: Moderne Sicherheitspolitik beinhaltet Prävention, fördert Investitionen und schafft sozialen Zusammenhalt; Berlin: Friedrich-Ebert-Stiftung, Forum Berlin, 2020.